# Berduyah
Berduyah fou un poblet del Khurasan (província mongola), lloc d'una batalla que va suposar la derrota de Muhammad Umar de Mazanderan a mans de Xah Rukh de Khurasan. Xah Rukh amb el gruix del seu exèrcit va marxar contra el seu nebot rebel, Muhammad Umar, governador de Mazanderan. Abans de la batalla va arribar al campament la princesa Khan Zade que portava amb ella al jove príncep Muhammad Juki, cinquè fill de Xah Rukh, el que fou considerat un bon presagi. Els va reenviar a Herat i va marxar cap a Jam i es va trobar amb les forces de Muhammad Umar a Berduyah. Pràcticament no hi va haver batalla ja que la columna central d'Umar, manada per Jeke Tawaji, es va passar a Xah Rukh cosa que va provocar ràpidament el desbandament de la resta de l'exèrcit (26 d'abril de 1407).